# Панайотис Лазопулос
Панайотис Лазопулос (на гръцки: Παναγιώτης Λαζόπουλος) e македонски грък, капитан на гръцка андартска чета в Южна Македония.

## Биография
Роден е в берското село Восово, тогава е в Османската империя, днес Сфикия, Гърция. Присъединява се към гръцката пропаганда като четник. След това създава своя собствена въоръжена група, под общото ръководство на Георгиос Диконимос – Макрис. Дейстава в Леринско и Костурско през цялото продължение на гръцко-българския въоръжен конфликт до 1908 година. Взима участие в нападенията над Вишени на 26 май 1908 г. и Лесковец.